# マーク・ハンドラー
マーク・ハンドラー （Marc Handler） は、アメリカ合衆国の脚本家、音響監督。カリフォルニア州ノース・ハリウッド出身。

## 人物
映画俳優組合、全米脚本家組合会員。
カリフォルニア大学アーバイン校で舞台芸術学を専攻後、南カリフォルニア大学で舞台演出と映画・テレビの脚本の美術学修士号を取得。
主にアニメ作品を中心に活動にしており、アジア圏で製作された作品の英語版台本を手がけることが多い。
現在は中国・上海に在住。同国にてウォルト・ディズニー・カンパニー・チャイナにてアニメ作品の製作総指揮を担当している。
南カリフォルニア大学、グレンデール・コミュニティー・カレッジなどでは講師もしている。

## 参加作品

### テレビアニメ
1984年
- ボルトロン（エグゼクティブ・ストーリーエディター、脚本）

1987年
- 星銃士ビスマルク（エグゼクティブ・ストーリー・エディター、台本）

1988年
- Denver, the Last Dinosaur（エグゼクティブ・ストーリー・エディター、脚本）
- Pillow people（脚本）
- The World of David the Gnome（脚本）

1989年
- Widget（脚本）
- Vytor: The Starfire Champion（ストーリー・エディター、脚本）

1991年
- Widget, the World Watcher（脚本）
- Back to the Future（ストーリー）

1992年
- ミュータント・ニンジャ・タートルズ（脚本）
- The Moo Family Holiday Hoe-Down（脚本）

1995年
- 昆虫物語 みなしごハッチ（台本脚色）

1996年
- Eagle Riders[4]（脚本、音声演出）
- 未来警察ウラシマン（台本）

1997年
- 愛と勇気のピッグガール とんでぶーりん（台本脚色、音声演出）
- ビット・ザ・キューピッド（音声演出）

1998年
- Super Models/Lights Camera Action（脚本）
- Voltron: The Third Dimension（ストーリー・エディター、脚本）

1999年
- カウボーイビバップ（ADR台本）
- 新・天地無用!（台本）

2000年
- ダイノゾーズ（台本）

2001年
- トランスフォーマー ロボッツ・イン・ディスカイズ（台本）

2002年
- はれときどきぶた（台本）
- マシュランボー（ストーリー・エディター、台本）

2003年
- アストロボーイ・鉄腕アトム（脚本、ストーリー・エディター[5]、クリエイティブ・スーパーバイザー）
- 頭文字D（台本）※TOKYOPOP版

2004年
- アストロボーイ・鉄腕アトム（ADR台本）
- 攻殻機動隊 STAND ALONE COMPLEX（台本）
- RAVE（音声演出）

2005年
- トランスフォーマー ギャラクシーフォース（台本）
- NARUTO -ナルト-（台本、アシスタント・ボイスディレクター、ストーリー・エディター）
- B-伝説! バトルビーダマン（台本）

2007年
- カード王 ミックスマスター（エグゼクティブ・ストーリー・エディター、台本）

2008年
- コードギアス 反逆のルルーシュ（ADR台本）
- ファイアボール（台本）

2009年
- コードギアス 反逆のルルーシュR2（ADR台本）

2010年
- 最強合体 ミックスマスター（エグゼクティブ・ストーリー・エディター、台本、キャスティング）

2011年
- 遊戯王ZEXAL（台本）

2012年
- Kioka（音声プロデューサー、音声演出）

### 劇場アニメ
1987年
- ボンメル・エンド・トンプス（台本）

1998年
- 天地無用! 真夏のイヴ（ADR台本）
- 魔女の宅急便（コンサルタント）※ディズニー版

1999年
- 天地無用! in LOVE2 遙かなる想い（台本、ダイアローグ・ポリッシュ）

2000年
- 天空の城ラピュタ（コンサルタント）※ディズニー版

2001年
- メトロポリス（台本）

2002年
- カウボーイビバップ天国の扉（ADR台本）

2006年
- スチームボーイ（台本）

### OVA
1996年
- 魔法少女プリティサミー（台本）

2002年
- FLCL（ADRディレクター、ADR台本、キャスティング）

2003年
- .hack//Liminality（ADR台本）

2008年
- FREEDOM（台本）

### ゲーム
2001年
- 決戦II（台本）

2004年
- 攻殻機動隊 STAND ALONE COMPLEX（台本）
- SEVEN SAMURAI 20XX（台本）

2005年
- 悪魔城ドラキュラ 闇の呪印（ADR台本）
- GROOVE ADVENTURE RAVE ファイティングライブ（音声演出）
- ビートダウン（台本）
- Rave Master: Special Attack Force（ADRディレクター）

### 吹き替え
2002年
- 天上の剣（音声演出）
- 東京攻略（台本、音声演出）

2004年
- アヴァロン（音声演出、キャスティング）
- 座頭市（台本、音声演出）
- 少林サッカー（ADR台本、音声演出）

2005年
- 天上の剣 The Legend of ZU（音声演出）

2007年
- 七人のマッハ!!!!!!!（音声演出、キャスティング）
- レッド・ウォリアー（音声演出、キャスティング）

### テレビドラマ
2012年
- パワーレンジャー・スーパーサムライ（脚本）

2013年
- パワーレンジャー・メガフォース（脚本）

2016年
- パワーレンジャー・ダイノスーパーチャージ（脚本）

## 出演作品

### テレビアニメ（出演）
2011年
- 最強合体 ミックスマスター（ゾンビ、レスラー）

### 映画（出演）
1983年
- ソウル・サバイバー（調査員）

### テレビ映画（出演）
1981年
- No Place to Hide（学生）

### その他（出演）
2006年
- Voltron: The Life & the Legend（本人出演）
- The Birth of Voltron（本人出演）

## 受賞歴
- 2004年東京アニメアワード優秀作品賞テレビ部門賞 『アストロボーイ・鉄腕アトム』（ストーリー・エディター）[6]
- 2007年アメリカン・アニメ・アワード・最優秀コメディ賞・最優秀短編シリーズ賞『FLCL』（台本）[6]
- 2012年上海テレビフェスティバル・アニメーションシリーズ賞『Kioka』（音声演出）[6]

## 著作
- Perfect Presentations（2006年）
- Perfect Writing（2007年）